# گورستان هزار خانه
قبرستان هزار خانه مربوط به سده‌های اولیه دوران‌های تاریخی پس از اسلام است و در شهرستان بوئین‌زهرا، بخش آبگرم، روستای میلاق واقع شده و این اثر در تاریخ ۲۵ اسفند ۱۳۸۰ با شمارهٔ ثبت ۵۵۱۲ به‌عنوان یکی از آثار ملی ایران به ثبت رسیده است.